# Harmal
Harmal (arab. حرمل) – wieś w Syrii, w muhafazie Hama. W 2004 roku liczyła 871 mieszkańców.